# Osikov
Osikov (bis 1927 slowakisch auch „Ošikov“; ungarisch Oszikó – bis 1907 Ossikó) ist eine Gemeinde im Osten der Slowakei mit 1028 Einwohnern (Stand 31. Dezember 2024). Sie gehört zum Okres Bardejov, einem Kreis des Prešovský kraj, und wird zur traditionellen Landschaft Šariš gezählt.

## Geographie

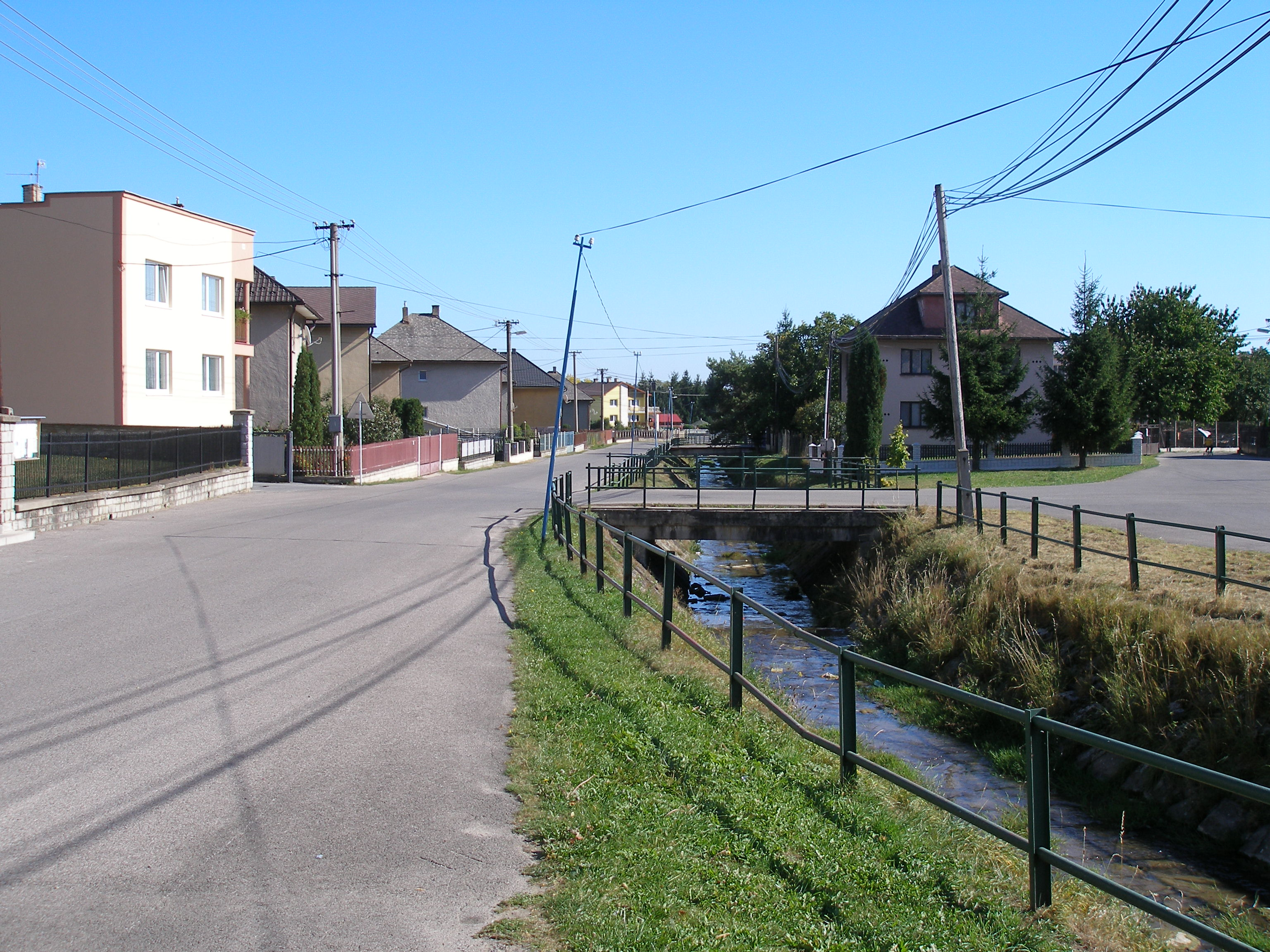
Straße und Bach in Osikov

Die Gemeinde befindet sich am Osthang des Gebirges Čergov in der Furche Raslavická brázda. Das Ortszentrum liegt auf einer Höhe von 368 m n.m. und ist 15 Kilometer von Bardejov entfernt.
Nachbargemeinden sind Bartošovce im Norden, Vaniškovce im Osten, sehr kurz Raslavice im Südosten, Geraltov im Süden, Terňa im Südwesten und Fričkovce im Nordwesten.

## Geschichte

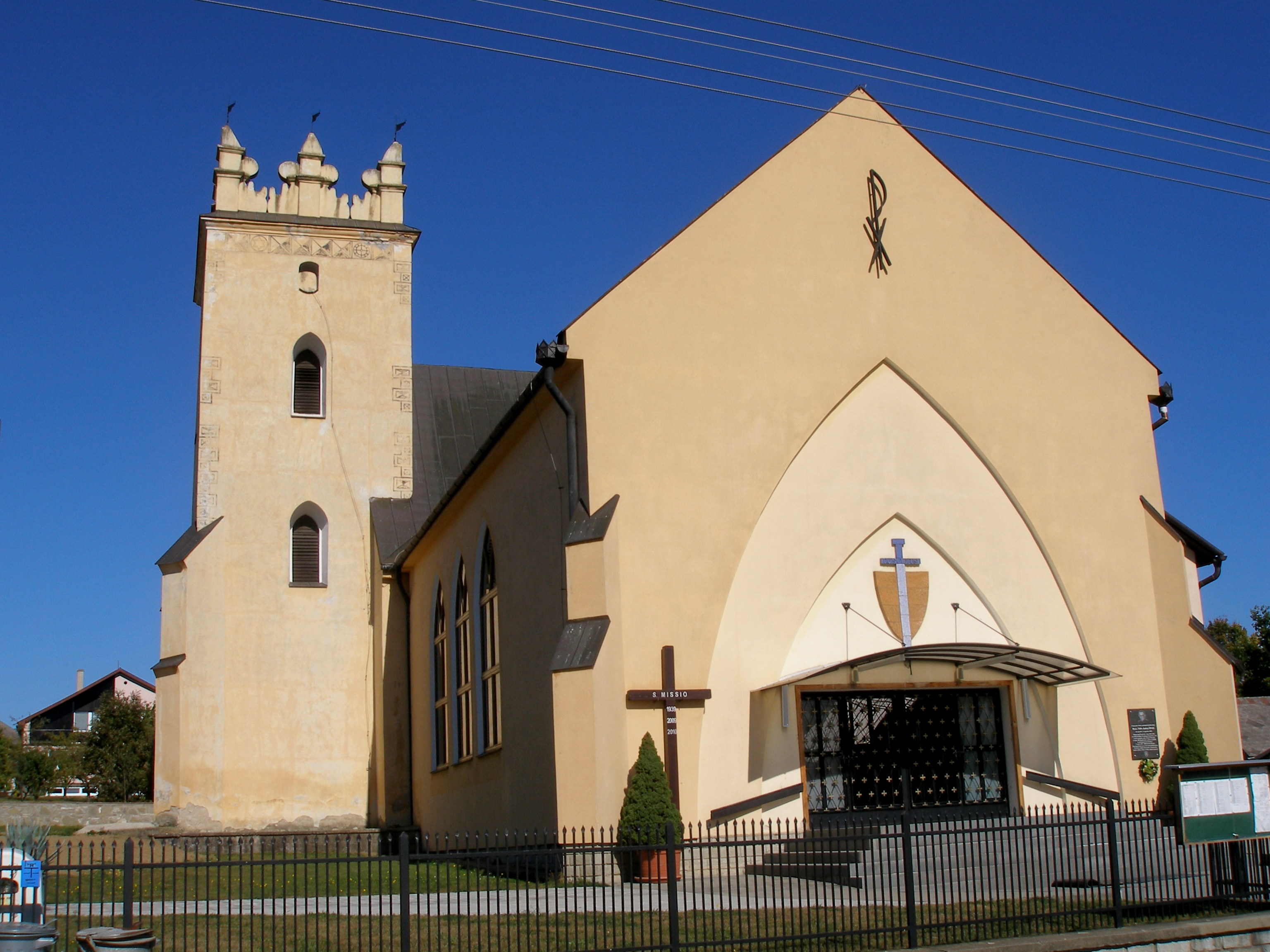
Michaelskirche

Osikov wurde zum ersten Mal 1296 als Osiko schriftlich erwähnt und war damals Besitz des Geschlechts Perényi. 1427 wurden in einem Steuerverzeichnis insgesamt 52 Porta verzeichnet. Im 16. Jahrhundert war die Ortschaft Teil des Herrschaftsguts von Hertník, bedeutende Besitzer waren Forgách (vom 16. bis zum 18. Jahrhundert) sowie Anhalt (im 19. Jahrhundert). 1787 hatte die Ortschaft 75 Häuser und 519 Einwohner, 1828 zählte man 109 Häuser und 826 Einwohner, die von Landwirtschaft und Herstellung von Schindeln lebten. 1848 war eine Säge in Betrieb.
Bis 1918 gehörte der im Komitat Scharosch liegende Ort zum Königreich Ungarn und kam danach zur Tschechoslowakei beziehungsweise heute Slowakei.
Der Name leitet sich vermutlich vom slowakischen Wort osika (deutsch Zitterpappel) ab.

## Bevölkerung
| Jahr                | 1994 | 2004    | 2014    | 2024    |
| ------------------- | ---- | ------- | ------- | ------- |
| Anzahl der Personen | 864  | 920     | 998     | 1028    |
| Unterschied         |      | +6,48 % | +8,47 % | +3,00 % |

| Jahr                | 2023 | 2024    |
| ------------------- | ---- | ------- |
| Anzahl der Personen | 1020 | 1028    |
| Unterschied         |      | +0,78 % |

Gemäß der Volkszählung 2011 wohnten in Osikov 969 Einwohner, davon 951 Slowaken und jeweils ein Mährer, Russine und Tscheche; ein Einwohner gab eine andere Ethnie an. 14 Einwohner machten diesbezüglich keine Angabe. 938 Einwohner bekannten sich zur römisch-katholischen Kirche, elf Einwohner zur griechisch-katholischen Kirche und drei Einwohner zur evangelischen Kirche A. B. Bei 17 Einwohnern wurde die Konfession nicht ermittelt.

## Bauwerke
- römisch-katholische Michaelskirche (slowakisch Kostol sv. Michala) im Renaissance-Stil aus dem Jahr 1612